# Mikkuurova
Mikkuurova är en kulle i Finland.   Den ligger i den ekonomiska regionen Norra Lappland och landskapet Lappland, i den norra delen av landet, 800 km norr om huvudstaden Helsingfors. Toppen på Mikkuurova är 320 meter över havet, eller 83 meter över den omgivande terrängen. Bredden vid basen är 4,4 km.
Terrängen runt Mikkuurova är huvudsakligen platt.  Trakten runt Mikkuurova är nära nog obefolkad, med mindre än två invånare per kvadratkilometer.